# خلية بيروفسكايت الشمسية

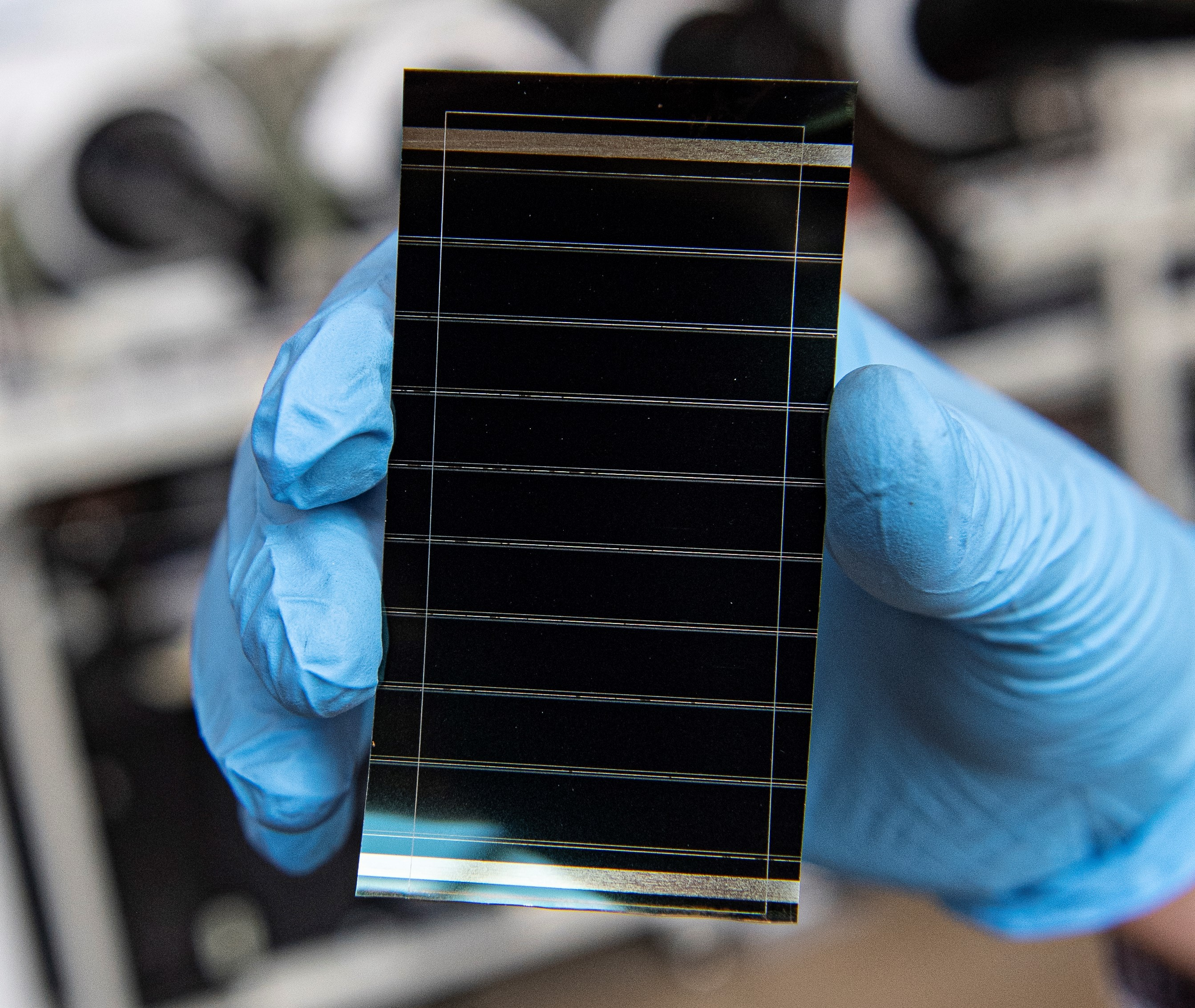
خلية شمسية من البيروفسكايت

الخلية الشمسية البيروفسكايتية ( PSC ) هي نوع من الخلايا الشمسية التي تتضمن مركبًا مبنيًا على البيروفسكايت ، وهو في أغلب الأحيان مادة هجينة عضوية وغير عضوية تعتمد على الرصاص أو هاليد القصدير كطبقة نشطة لجمع الضوء.  تعتبر مواد البيروفسكايت، مثل هاليدات ميثيل أمونيوم الرصاص وهاليد السيزيوم الرصاص غير العضوي، رخيصة الإنتاج وسهلة التصنيع.
ارتفعت كفاءة الخلايا الشمسية
ارتفعت كفاءة الأجهزة المعتمدة على مواد البيروفسكايت في بيئة النطاق المختبري بشكل لافت، حيث تطورت من نسبة متواضعة بلغت 3.8% في عام 2009 إلى نسبة مثيرة للإعجاب بلغت 25.7% بحلول عام 2021 في الهياكل أحادية الوصلة.[1][2] أما في الخلايا الشمسية الترادفية المبنية على السيليكون، فقد بلغت الكفاءة مستويات أعلى، لتصل إلى 29.8%.[1][3] ويُعد هذا تطورًا نوعيًا بارزًا، إذ تخطّت كفاءة هذه الخلايا الحد الأقصى المعروف سابقًا للخلايا الشمسية السيليكونية أحادية الوصلة، والذي شكّل لفترة طويلة حاجزًا تقنيًا يصعب تجاوزه.
نتيجة لهذا التقدم المتسارع وغير المسبوق، أصبحت الخلايا الشمسية المصنوعة من البيروفسكايت تُصنّف على نطاق واسع باعتبارها أسرع تقنيات الطاقة الشمسية نموًا وتطورًا منذ عام 2016، حيث جذبت اهتمام الباحثين والمستثمرين على حد سواء. ويكمن سحر هذه التقنية في مزيجها الفريد من الكفاءة العالية التي تنافس، بل تتجاوز، نظيراتها التقليدية، إلى جانب تكاليف التصنيع المنخفضة بشكل ملحوظ، وهو ما يفتح الباب أمام إمكانية إنتاج وحدات شمسية اقتصادية وقابلة للتطبيق على نطاق تجاري واسع.
ومع ذلك، لا تزال التقنية تواجه مجموعة من التحديات التي تشكّل محاورًا مركزية للأبحاث الجارية في هذا المجال، ويأتي في مقدمتها قضايا تتعلق بالاستقرار، سواء على المدى القصير نتيجة تعرض المواد للعوامل البيئية كالرطوبة والأكسجين، أو على المدى الطويل فيما يخص التحلل البنيوي والكيميائي للطبقات الفعالة. [4] لذا، فإن تحسين الثبات الحراري والكيميائي لخلايا البيروفسكايت يمثل ضرورة حاسمة من أجل الانتقال من مرحلة المختبر إلى التطبيقات الصناعية والتجارية الواسعة."